# Премія «Золота дзиґа» найкращому акторові у головній ролі
Премія «Золота дзиґа» найкращому акторові — одна з кінематографічних нагород, що надається Українською кіноакадемією в рамках Національної кінопремії «Золота дзиґа». Нагороду присуджують найкращому акторові — виконавцю головної ролі у фільмі українського виробництва, починаючи з церемонії Першої національної кінопремії 2017 року.
Першим переможцем у цій номінації став Віталій Лінецький за виконання головної ролі у фільмі «Гніздо горлиці» (реж. Тарас Ткаченко). Премію (посмертно) на церемонії Першої національної кінопремії, що відбулася 20 квітня 2017 року вручила синові Віталія Лінецького акторка театру та кіно Наталя Васько.

## Переможці та номінанти
Нижче наведено список лауреатів, які отримали цю премію, а також номінанти. ★ Імена переможців виділені окремим кольором

## 2010-ті
| Церемонії   | Фото лауреата          | Актор                           | Фільм            |
| ----------- | ---------------------- | ------------------------------- | ---------------- |
| 1-ша (2017) |                        | ★ Віталій Лінецький (посмертно) | «Гніздо горлиці» |
| 1-ша (2017) | • Володимир Зеленський | «Слуга народу 2»                |                  |
| 1-ша (2017) | • Олег Треповський     | «Ґолден лав»                    |                  |
| 2-га (2018) |                        | ★ В'ячеслав Довженко            | «Кіборги»        |
| 2-га (2018) | • Михайло Хома         | «DZIDZIO Контрабас»             |                  |
| 2-га (2018) | • Дмитро Хом'як        | «Припутні»                      |                  |
| 3-тя (2019) |                        | ★ Олег Москаленко               | «Дике поле»      |
| 3-тя (2019) | • Євген Бушмакін       | «Герой мого часу»               |                  |
| 3-тя (2019) | • Роман Луцький        | «Секс і нічого особистого»      |                  |
| 3-тя (2019) | • Ярослав Федорчук     | «Брама»                         |                  |
| 4-та (2020) |                        | ★ Ахтем Сеітаблаєв              | «Додому»         |
| 4-та (2020) | • Андрій Лідаговський  | «Мої думки тихі»                |                  |
| 4-та (2020) | • Сергій Степанський   | «Вулкан»                        |                  |

## 2020-ті
| Церемонії    | Фото лауреата              | Актор                    | Фільм             |
| ------------ | -------------------------- | ------------------------ | ----------------- |
| 5-та (2021)  |                            | ★ Юрій Кулініч           | «Погані дороги»   |
| 5-та (2021)  | • Євген Ламах              | «Черкаси»                |                   |
| 5-та (2021)  | • Андрій Римарук           | «Атлантида»              |                   |
| 2022         | Не присуджувалася          | Не присуджувалася        | Не присуджувалася |
| 6-та (2022)* |                            | ★ Сергій Філімонов       | «Носоріг»         |
| 6-та (2022)* | • Віктор Жданов            | «Чому я живий?»          |                   |
| 6-та (2022)* | • Арсеній Марков           | «Стоп-Земля»             |                   |
| 7-ма (2023)  |                            | ★ Олександр Яцентюк      | «Памфір»          |
| 7-ма (2023)  | • Роман Луцький            | «Відблиск»               |                   |
| 7-ма (2023)  | • Аміль та Раміль Насірови | «Люксембург, Люксембург» |                   |
| 7-ма (2023)  | • Сергій Шадрін            | «Клондайк»               |                   |
| 8-ма (2024)  |                            | ★ Новруз Пашаєв          | «Ля Палісіада»    |
| 8-ма (2024)  | • Сергій Стрельников       | «Довбуш»                 |                   |
| 8-ма (2024)  | • Олександр Ярема          | «Уроки толерантності»    |                   |